# 加南站
加南站，位于中华人民共和国黑龙江省大兴安岭地区加格达奇区白桦乡加南村，是富西铁路上的火车站，建于1965年，由哈尔滨铁路局管辖。

## 歷史
- 建于1965年。

## 外部連結
- 中国铁路客户服务中心（页面存档备份，存于）